# ياكوب بلوك
ياكوب بلوك هو رسام هولندي، ولد في 1580 في خاودا في هولندا، وتوفي في 1646.